# NK Podravac Virje
Nogometni klub Podravac Virje hrvatski je nogometni klub iz Virja. Trenutačno se natječe u Elitnoj ŽNL Koprivničko-križevačkoj.

## Povijest
Osnovan je 1908. godine, a naredne godine u Koprivnici je odigrao svoju prvu utakmicu.
Protiv Podravca je 7. rujna 1919. svoju prvu utakmicu odigrala Viktorija Koprivnica i pritom izgubila 3:4.
Godine 1924. spaja se s Đačkim športskim klubom Jelačić koji je osnovan tri godine ranije.
Osim nogometne, klub je tijekom povijesti imao više sekcija: 1909. dobio je pjevačku sekciju, 1928. biciklističku i šahovsku, 1945. glazbenu i kuglačku, a 1957. boksačku, košarkašku, odbojkašku i stolnotenisku.
Klupske boje 1932. bile su crvena i bijela.
Najveći klupski uspjeh je igranje u 2. HNL. U 2. HNL igrao je 1996./97., 1997./98., 2001./02. i 2002./03.

## Vanjske poveznice
- Virje: NK Podravac  Arhivirana inačica izvorne stranice od 14. prosinca 2007. (Wayback Machine)
- 100 godina Podravca[neaktivna poveznica]
- Profil, HNS Semafor